# 矯風会ステップハウス
矯風会ステップハウス(きょうふうかい - )は､日本キリスト教婦人矯風会の短期宿泊所｡
単身女性が共同生活をしながら､カウンセリングを受け､通院する。入居期間は､原則として6ヶ月まで。

## 歴史
矯風会ステップハウスは2000年に開設され､2004年には「暴力被害女性の自立支援施設」で第2回読売プルデンシャル福祉文化賞を受賞した。しかし2021年3月閉鎖